# Велика ковельська синагога
Велика ковельська синагога — історична будівля в Ковелі.

## Історія
В Ковелі перші євреї почали проживати з XVI століття. Королева Бона постановила податок на єврейські будинки і зрівняла євреїв у правах і повинностях з християнами. Сигізмунд II Август подарував Ковель князю Андрію Курбському, який став вимагати гроші від євреїв. У 1614 році євреї отримали право володіти будинками у Ковелі, а у 1650 році єврейська община була відновлена за привілеями Яна ІІ Казимира.
XVII ст. Ковель стає важливим торгівельним центром Волині. 1775 р. Магдебурзьке право скасовується та місто перетворюється на відстале. 1795 р. Ковель стає центром повіту Волинської губернії. 1850—1877 роки поява залізниці сполучає Ковель з Києвом, Брестом, Любліном та Варшавою, що стимулює рост населення. У місті було 3 синагоги: велика та дві маленькі. Пожежа 1857 р. знищила майже все місто, проте і знову все було відновлено.
В кінці ХІХ століття в Ковелі була побудована Велика синагога. Після Другої світової війни вона була переобладнана під площі швейної фабрики. До неї були прибудовані додаткові приміщення.
Велика синагога завдяки своєму об'єму створювала враження величі та монументальності. Вона мала двохярусні фасади, а архітектурний стиль називають історичним.
В Великій синагозі Ковеля були такі приміщення: головний зал з відкритою галереєю для жінок, вестибюль, і два приміщення в північній та південній частинах будівлі. Головний зал мав два яруси: нижній – для чоловіків та верхній – для жінок. Після зміни призначення споруди була видна зірка Давида перед входом до синагоги, але потім її зафарбували.

## Галерея

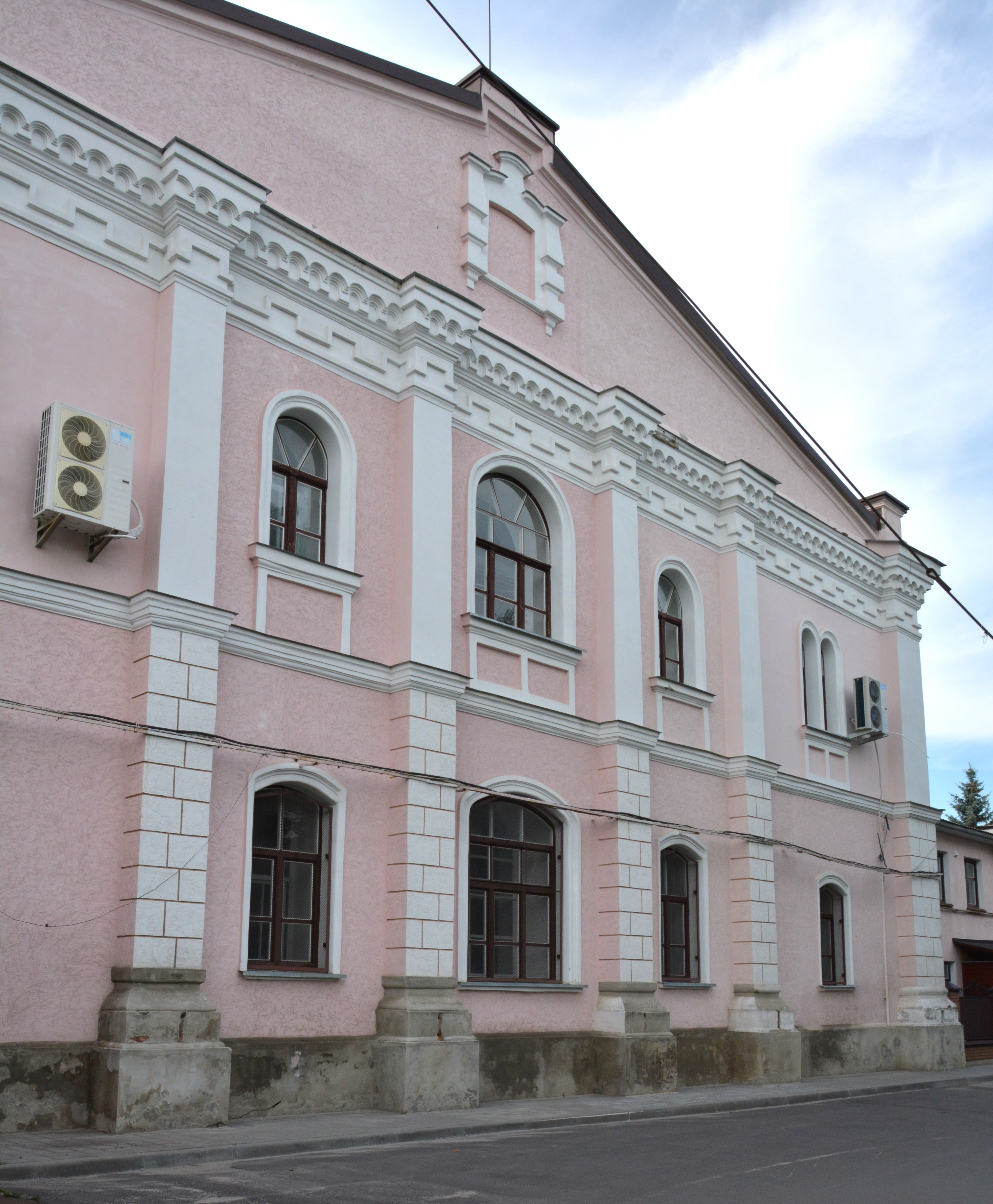
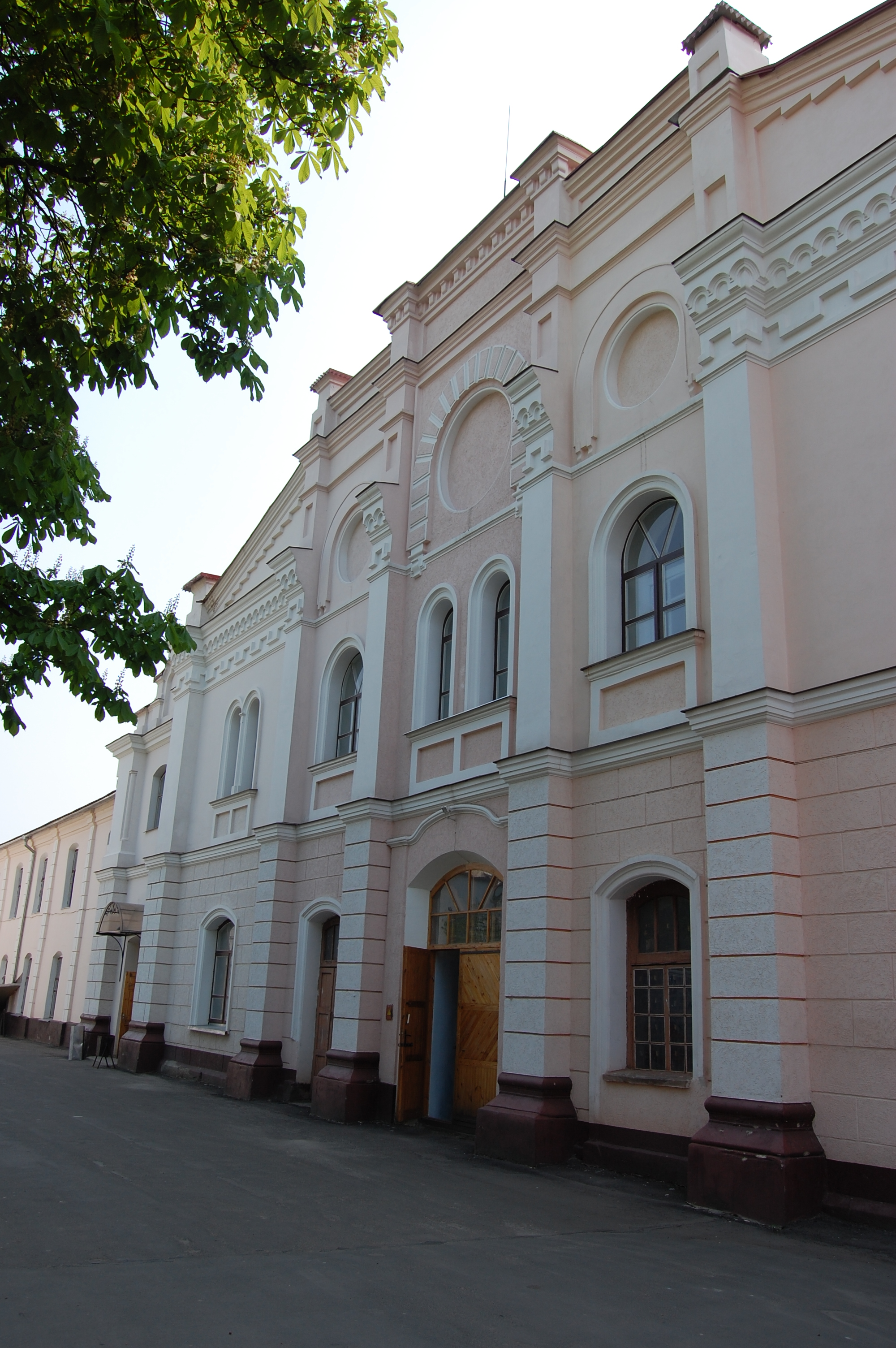